# The Water Nymph
The Water Nymph è un cortometraggio muto del 1912 diretto e interpretato da Mack Sennett con Mabel Normand e Ford Sterling.

## Produzione
Prodotto dalla Keystone, il film venne girato nell'agosto e nel settembre 1912 in California, a Venice. Durante le riprese, Mae Busch si ferì in un incidente e non fu fatta apparire nei titoli a film ultimato.

## Distribuzione
Girato a Venice, in California, il film uscì nelle sale il 23 settembre 1912, programmato insieme a un altro cortometraggio split-reel, Cohen Collects a Debt. Copia del film viene conservata negli archivi dell'UCLA Film and Television Archive. Distribuito in VHS dalla Grapevine.

### Date di uscita
IMDb
- USA	23 settembre 1912

Alias
- The Beach Flirt	USA (titolo riedizione)